# Oecophylla perdita
Oecophylla perdita é uma espécie de formiga do gênero Oecophylla, pertencente à subfamília Formicinae.